# Liten lansettmossa
Liten lansettmossa (Trichostomum crispulum) är en bladmossart som beskrevs av Bruch in F. A. Müller 1829. Liten lansettmossa ingår i släktet lansettmossor, och familjen Pottiaceae. Arten är reproducerande i Sverige. Inga underarter finns listade i Catalogue of Life.

## Bildgalleri

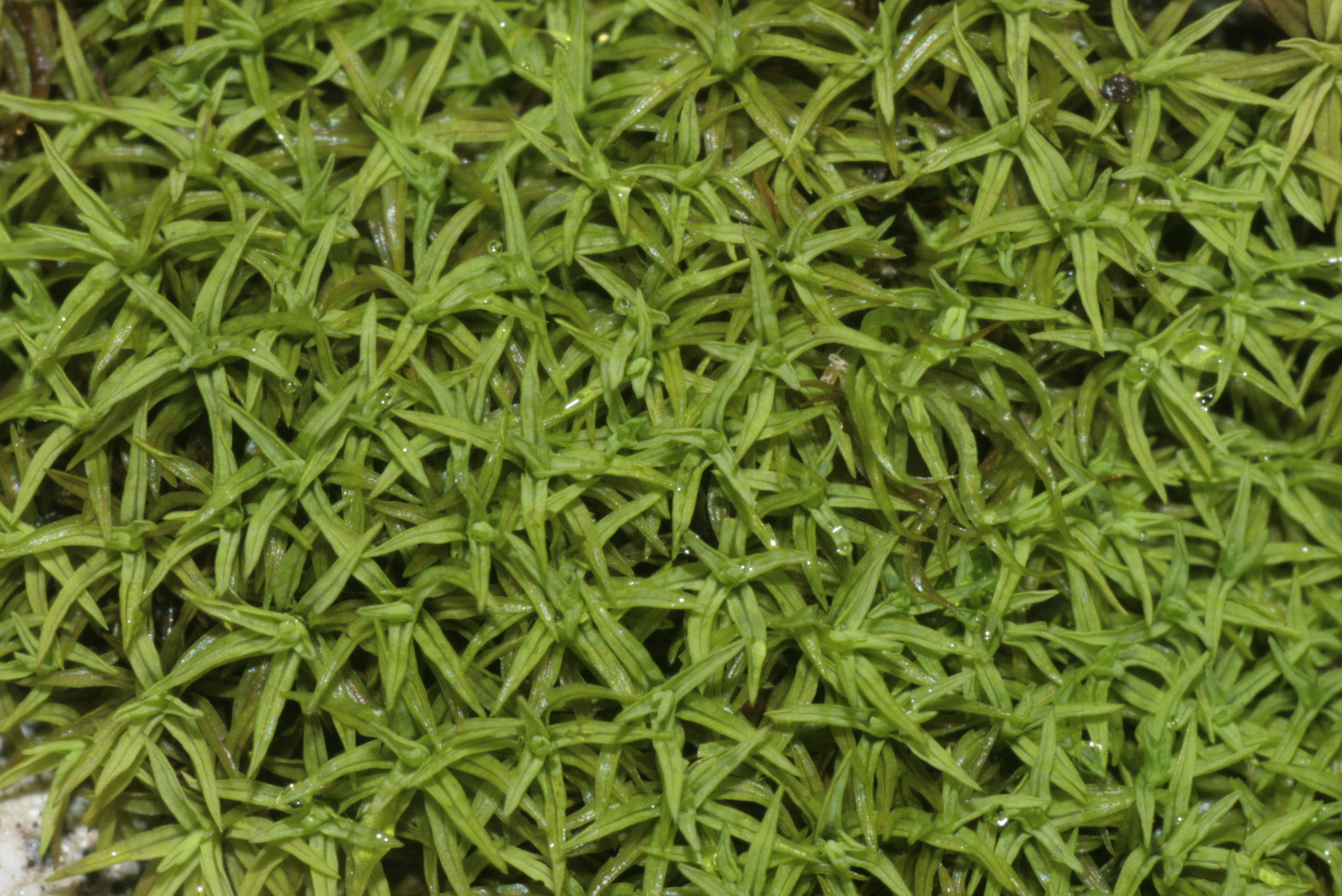
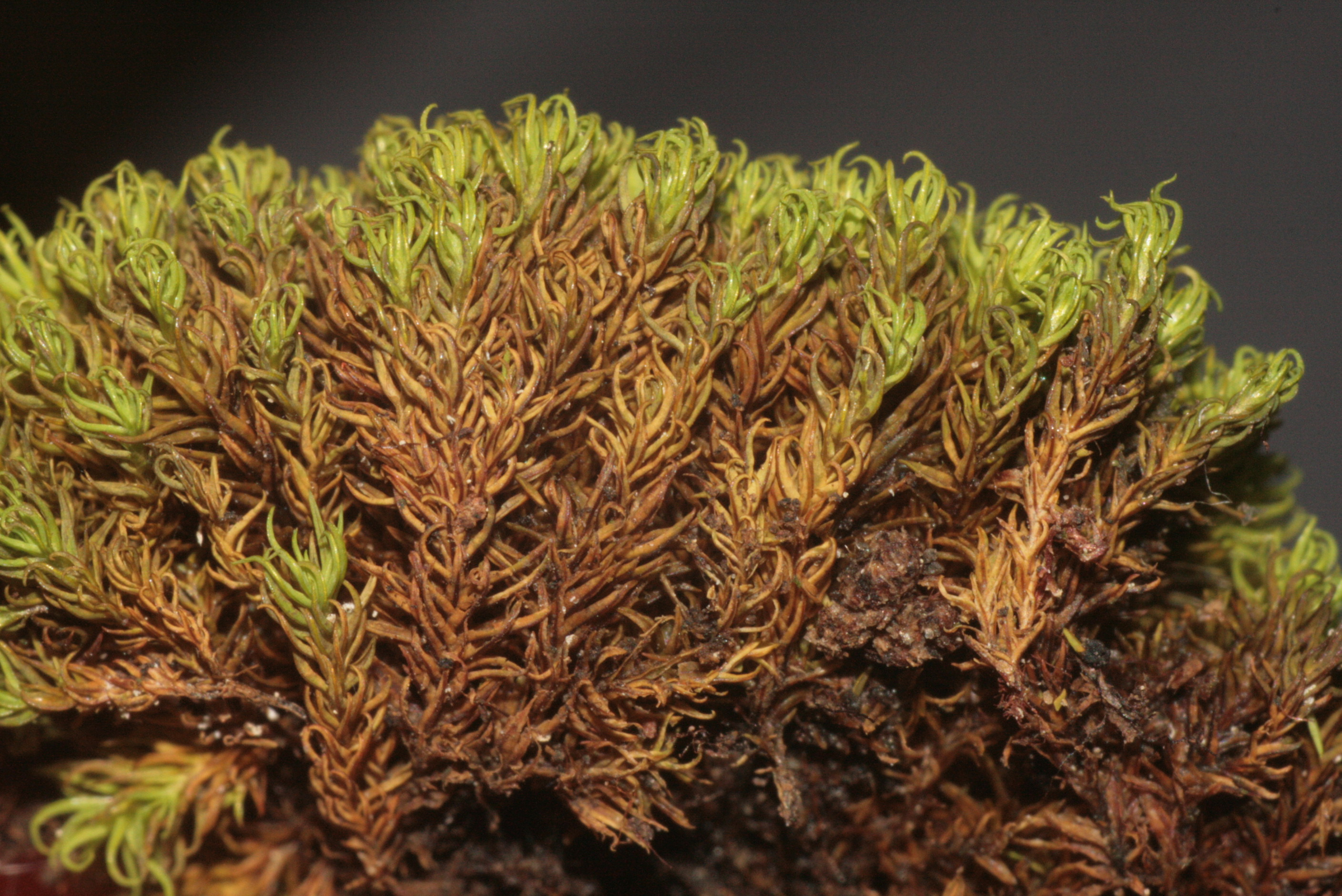
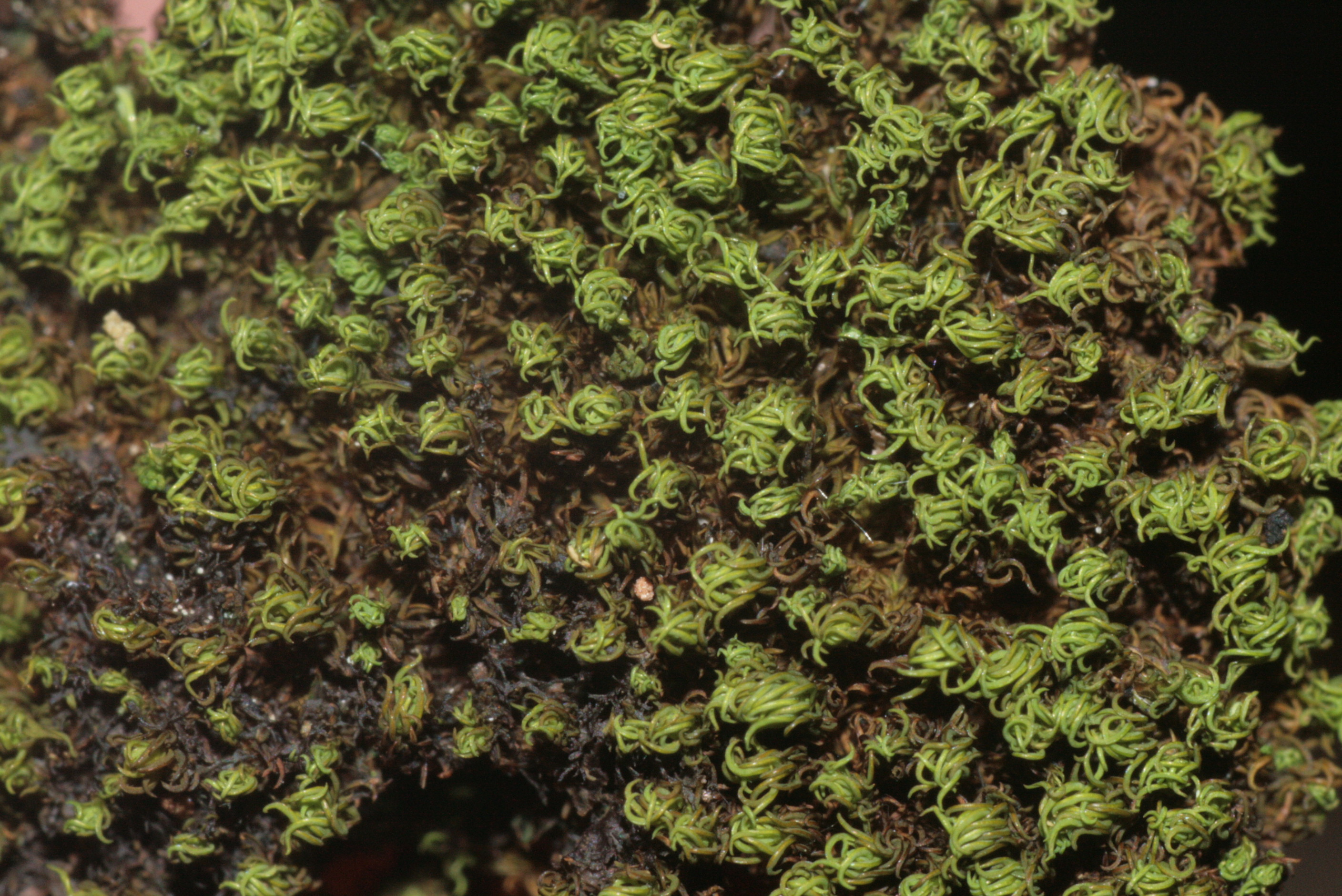
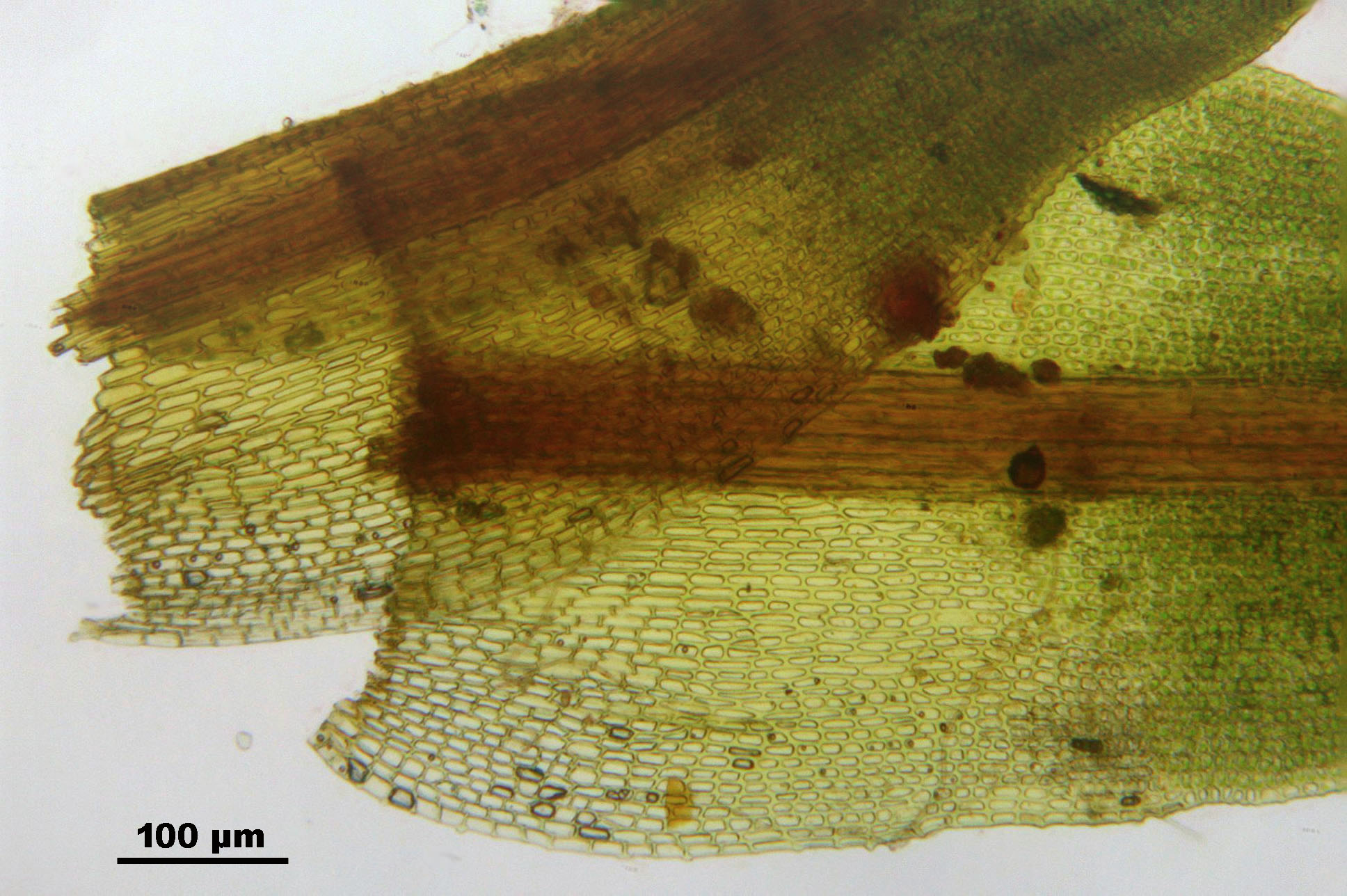
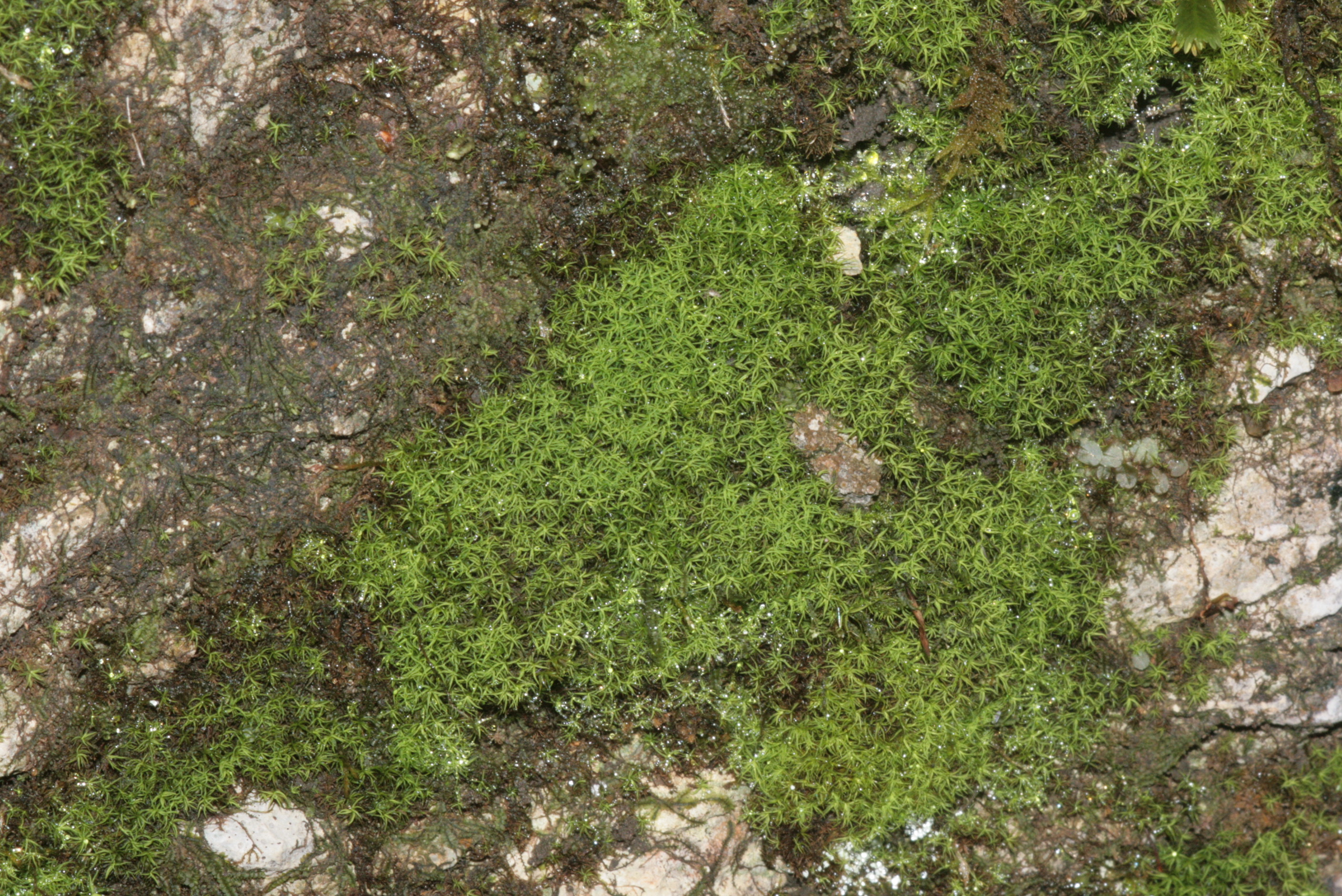
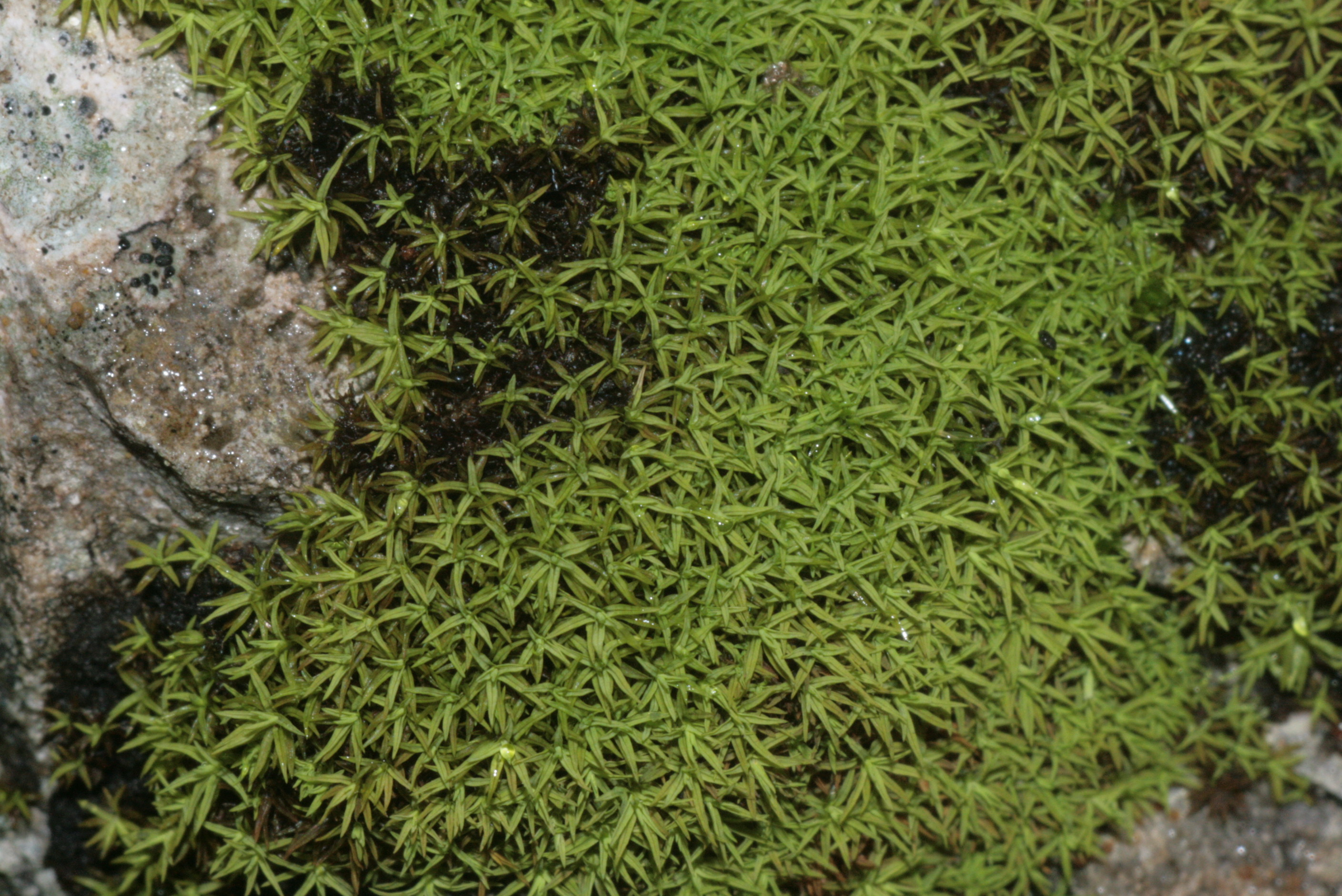